# Hinterbaumberg
Hinterbaumberg ist ein Ortsteil der Gemeinde Fraunberg, Landkreis Erding, Oberbayern.

## Lage
Der Weiler liegt rund drei Kilometer nordöstlich von Fraunberg. Durch den Ort verläuft der Baumberger Bach, der drei Kilometer westlich bei Riding in die Strogen mündet. 

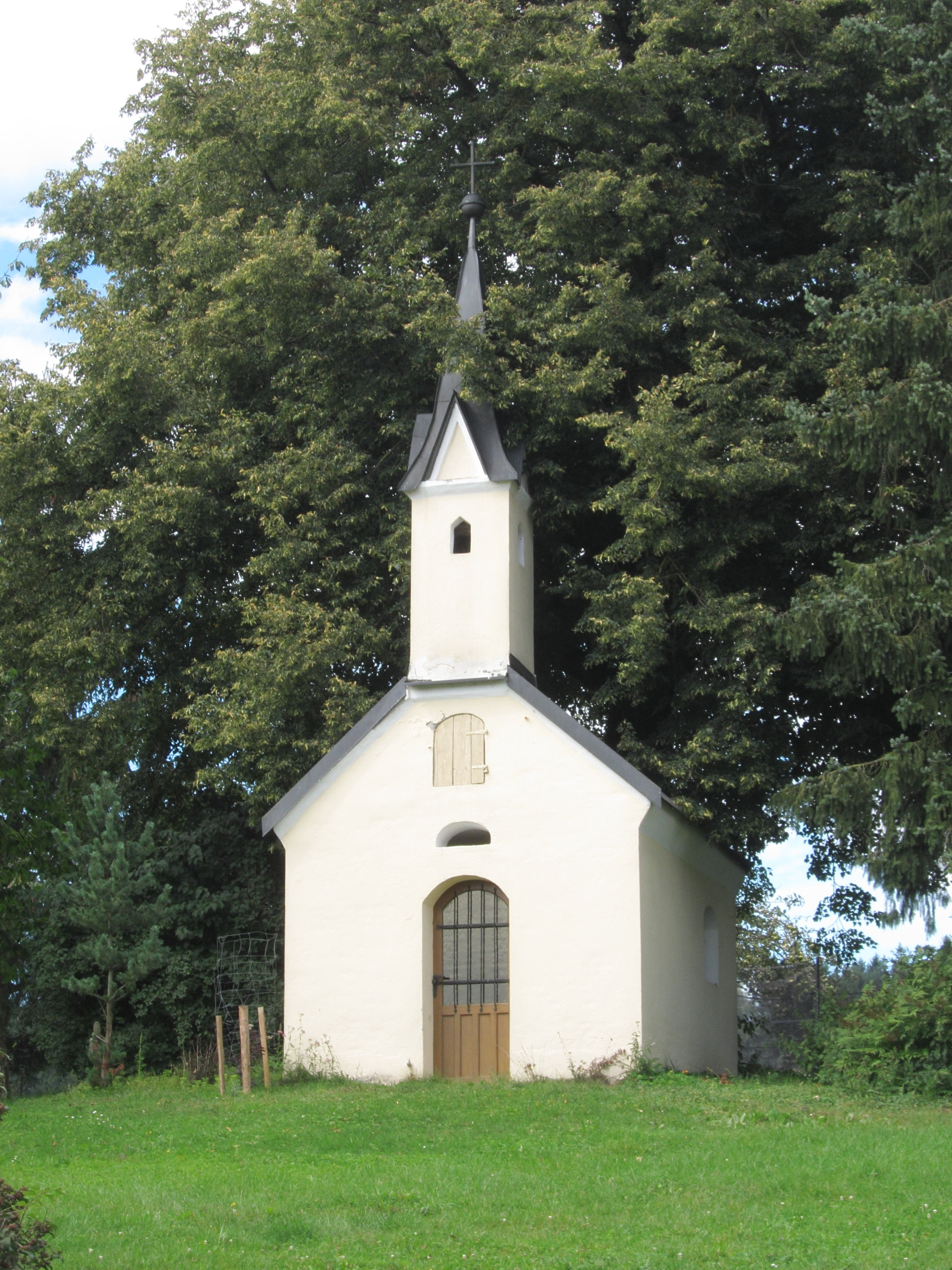
Hofkapelle St. Florian (1721)